# Cicle de l'aigua al bosc

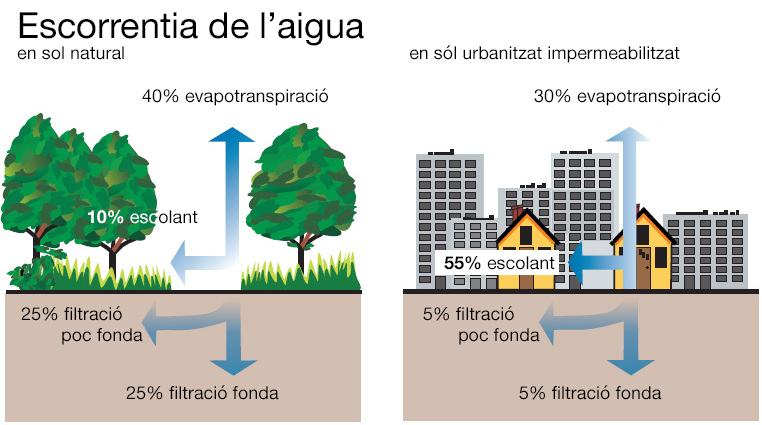
Escorrentia de l'aigua en sól natural i en sól urbà impermeabilitzat

El cicle de l'aigua al bosc és un ecosistema que té particularitats diferents del cicle de l'aigua en general.
D'una banda, a més de la qualitat del sòl i la temperatura, el volum i el ritme de precipitació determina quin bosc pot créixer. D'altra banda, el bosc té una funció important en el cicle de l'aigua de pluja com ara emmagatzemar o alentir-ne l'evacuació. Per l'evaporació, zones forestals de gran amplada produeixen la seva pròpia pluja, quan l'aigua evaporada condensa i forma núvols. Els arbres augmenten la humitat i baixen la temperatura de l'aire ambient de 2 a 8 °C, mitiguen els extrems de temperatura estacional en comparació amb el camp obert o carrers empedrats. A llarg termini fixen CO₂ i protegeixen contra l'augmentació de la temperatura global.
| «                                                                                      | Els boscos tenen un paper crucial en el cicle hidrològic. Influeixen en la quantitat d'aigua disponible i regulen els fluxos d'aigües superficials i subterrànies alhora que mantenen una alta qualitat de l'aigua. Boscos tenen un gran potencial per minvar l'impacte del canvi climàtic en la disponibilitat d'aigua potable | » |
| — Organització de les Nacions Unides per a l'Agricultura i l'Alimentació (FAO) (2013), | |   |

El bosc impedeix l'erosió edàfica causada per inundacions i sequeres, prevenen la desertificació i salinització. La desforestació provoca una disminució de la pluja, accelera l'erosió, redueix la capacitat d'emmagatzematge de la capa superficial i la filtració cap a les capes fondes. Sense regeneració ràpida aquest procés acaba en la desertificació, com s'ha produït en els boscs de la península ibèrica sobreexplotats, entre d'altres per la construcció de l'Armada o per l'activitat minera.
L'aigua de pluja degota per branques i troncs fins a terra. El substrat forestal forma una capa gruixuda d'humus amb molta matèria orgànica, capaç d'inflar-se i absorbir com una mena d'esponja grans quantitats d'aigua. És poc compactat i els primers deu centímetres poden emmagatzemar fins a 50 litres d'aigua per metre quadrat. Així impedeix una escorrentia massa ràpida i protegeix contra les riuades, a diferència del terra del camp que les pesades màquines agrícoles compacten o el terra urbà impermeabilitzat per edificis i carreteres. A més, aquest emmagatzematge superficial dona temps a l'aigua per traspuar cap als aqüífers més fondos. Aquest fenomen és indispensable per compensar l'explotació d'aquestes capes per fer aigua potable.
L'evaporació i intercepció pel bosc és gairebé el doble dels prats o terres de conreu. Els de coníferes evaporen més aigua que els boscs de frondoses. En un bosc hi ha menys aigua que arriba fins als aqüífers, però és de millor qualitat perquè sol ser menys contaminat per adob i plaguicides. Les conques hidrogràfiques boscoses produeixen una gran part de l’aigua dolça de qualitat per a les necessitats domèstiques, agrícoles, industrials i ecològiques. Tot i això, l'explotació forestal industrial ha augmentat el risc de pol·lució, per lixiviació de nitrats en zones massivament desforestades, lubricants i combustibles de maquinària i productes de tractament de fusta. La gestió moderna del bosc desaconsella la desforestació massiva i el monocultiu, per evitar aquests inconvenients. S'ha de prendre precaucions particulars després de focs forestals, per evitar que pluja i vent traguin la fina capa de terra fèrtil que s'ha fet fràgil, el temps que el bosc es regenera i fixa l'humus, un procés molt lent que triga molt de temps.

## El bosc: consumidor i productor d'aigua
La reforestació permet fixar CO₂ i és un factor important en la lluita contra el canvi climàtic. Tot i això, és una arma de doble tall. El bosc d'un costat consumeix una gran quantitat d'aigua i d'un altre costat, és indispensable per alimentar els aqüífers. El monoconreu d'espècies industrials com ara coníferes o eucaliptus té un efecte negatiu en el cicle de l'aigua i la qualitat del sòl. S'ha de reveure les tècniques de silvicultura per garantir un equilibri en l'ecosistema forestal, tot i pensar també en el cicle de l'aigua, crear un hàbitat que garanteix la biodiversitat i la protecció del sòl. Fa menester una alternativa al monocultiu d'alta densitat que no comprometi el consum d'aigua i que té en compte les espècies alternatives, els mètodes de collita i els arranjaments de plantació. Més atenció al coneixement de les tècniques de conreu tradicionals, en lloc del monoconreu industrial poden contribuir a crear boscs sostenibles. No n'hi ha prou amb plantar uns arbres per fer una mica de rentat d'imatge verd, cal un enfocament integrat per crear boscs vius i variats que també prenen en consideració el cicle de l'aigua.